# Canon EOS 40D
Canon EOS 40D – półprofesjonalna lustrzanka cyfrowa, produkowana przez japońską firmę Canon będąca następczynią Canon EOS 30D z tego samego cyklu EOS. Jej premiera miała miejsce w 20 sierpnia 2007. Posiada matrycę CMOS o rozdzielczości 10,1 megapikseli. Obsługuje obiektywy typu EF i EF-S i tak jak poprzednik wykorzystuje matrycę typu APS-C. Jedną z funkcji aparatu jest tryb Live View.